# Grande Bosnie
 (juillet 2022).
- Si vous ne connaissez pas le sujet, laissez ce bandeau (vous pouvez alors contacter les auteurs).
- Si vous supprimez le contenu mis en cause (vous pouvez préalablement contacter les auteurs),

argumentez précisément cette suppression dans la page de discussion
(un manque de référence n'est pas un argument ; une recherche réelle de référence doit avoir été effectuée, être formellement documentée).

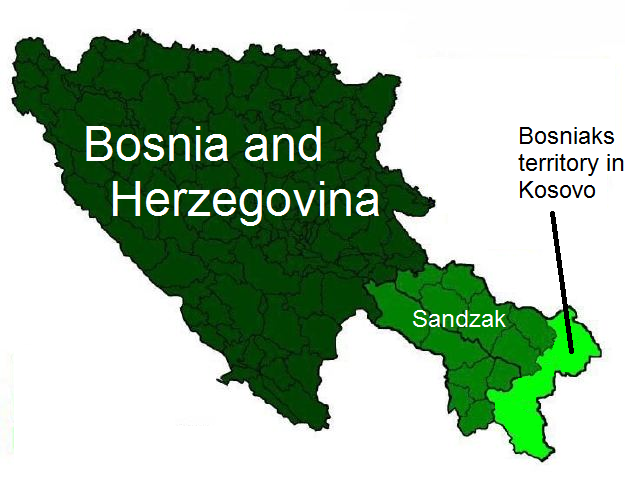
Carte de la Grande Bosnie

La Grande Bosnie, en bosniaque Velika Bosna, est un concept lié au nationalisme bosniaque. Il désigne un État bosniaque qui engloberait tous les territoires possédant une population importante de Bosniaques.
Les frontières d'un tel État s'étendraient sur une grande partie des Balkans et de l'ancienne Yougoslavie. La Grande Bosnie comprend le territoire actuel de Bosnie-Herzégovine, du Sandjak de Novipazar et une partie du Kosovo (ces 2 derniers territoires étant majoritairement bosniaques).
Le but est d'unir les bosniaques sous un même État comme lors du califat. 
D'autres évoquent une union bosno-turque afin de recréer un État islamique.